# King of the Mischievous South Vol. 2
King of the Mischievous South Vol. 2 (acortado como KOTMS II) es un mixtape del rapero estadounidense Denzel Curry. Fue publicado el 19 de julio de 2024 a través de PH Recordings y Loma Vista, contiene las colaboraciones de Maxo Kream, Ty Dolla Sign, Juicy J, ASAP Rocky, entre otros.
Es una continuación del mixtape original King of the Mischievous South Vol. 1 (2012), donde mantiene las raíces de su etapa en Raider Klan y su apodo como Raven Miyagi, ahora bajo la persona Big Ultra, magnificando la influencia del sonido Memphis rap en su interpretación y la de los invitados.

## Concepto
Luego de la publicación de su quinto álbum de estudio Melt My Eyez See Your Future en 2022, Curry expresaba en una entrevista con Miami New Times estar considerando realizar unas continuaciones para 13lood In + 13lood Out Mixx y Unlocked con el productor Kenny Beats, antes de enfocarse en la creación de un álbum personal con sonidos de R&B.
Indicios de un nuevo proyecto, bajo el título provisional 13lood 1n + 13lood Out Reloaded, surgieron con la publicación del sencillo «Blood On My Nikez», que fue descrita como “una canción oscura y cruda que parece un viaje a la época de los mixtapes iniciales de Denzel”. El cambio de título fue debido a las conversaciones que mantuvo con su manager Mark Maturah, ya que al analizar las canciones había una influencia deliberada del Memphis rap y todas las raíces sureñas.
Sobre la inclusión de Kingpin Skinny Pimp como presentador, gran parte de sus segmentos fueron tomados del proyecto Vol. 1 – 1993 Undaground Release, donde Skinny Pimp le recomendaba que canciones funcionarían mejor como samples. Por su parte, Curry esperaba que Skinny Pimp resultara beneficiado de esto, usando los interludios como puntos de cohesión entre las canciones. Una de las canciones en el material, «Hoodlumz», fue originalmente grabada por PlayThatBoiZay y Curry, donde la inclusión de ASAP Rocky fue accidental ya que se encontraba grabando en el estudio cercano.

## Lista de canciones
| King of the Mischievous South Vol. 2 |                                                     |                                                                                    |          |  |
| N.º                                  | Título                                              | Productor(es)                                                                      | Duración |  |
| 1.                                   | «KOTMS II Intro» (con Kingpin Skinny Pimp)          | Montag Da Leadah · Mickey de Grand IV                                              | 0:31     |  |
| 2.                                   | «Ultra Shxt» (con Key Nyata)                        | Montag Da Leadah · Mickey de Grand IV · Poshtronaut · Nick Leon · DJ Qeys · Lowkey | 3:16     |  |
| 3.                                   | «Set It» (con Maxo Kream)                           | Darkboy · Oogie Mane                                                               | 2:40     |  |
| 4.                                   | «Hot One» (con TiaCorine y ASAP Ferg)               | FNZ · SkipOnDaBeat · Poshtronaut · Nick Leon · DJ Qeys · Julian Menkin             | 2:45     |  |
| 5.                                   | «Black Flag Freestyle» (con That Mexican OT)        | Payday · Kill                                                                      | 3:27     |  |
| 6.                                   | «Headcrack Interlude» (con Kingpin Skinny Pimp)     | Bizness Boi · Derelle Rideout · RicoRunDat · Muddy · Poshtronaut · Nick Leon       | 0:29     |  |
| 7.                                   | «G'z Up» (con 2 Chainz y Mike Dimes)                | Bizness Boi · Derelle Rideout · RicoRunDat · Muddy                                 | 3:33     |  |
| 8.                                   | «Lunatic Interlude» (con Kingpin Skinny Pimp)       | Nick Leon · Julian Menkin · Poshstronaut                                           | 0:39     |  |
| 9.                                   | «Sked» (con Kenny Mason y Project Pat)              | Charlie Heat                                                                       | 3:42     |  |
| 10.                                  | «Choose Wisely Interlude» (con Kingpin Skinny Pimp) | Hollywood Cole                                                                     | 0:37     |  |
| 11.                                  | «Cole Pimp» (con Ty Dolla Sign y Juicy J)           | Hollywood Cole · Elijah Fox                                                        | 3:38     |  |
| 12.                                  | «Wishlist» (con Armani White)                       | Madd World                                                                         | 3:06     |  |
| 13.                                  | «Hi the Floor» (con Ski Mask the Slump God)         | Oogie Mane · ilykimchi · 1xydra                                                    | 3:26     |  |
| 14.                                  | «Hoodlumz» (con PlayThatBoiZay y ASAP Rocky)        | Kwes Darko                                                                         | 2:09     |  |
| 15.                                  | «KOTMS II Outro» (con Kingpin Skinny Pimp)          | Denzel Curry                                                                       | 0:31     |  |
| 34:37                                |                                                     |                                                                                    |          |  |

## King of the Mischievous South
El 30 de octubre del mismo año, Curry anunciaba la versión del álbum, titulado simplemente King of the Mischievous South. El anuncio fue incluido con la presentación del sencillo «Still in the Paint», cuyo vídeo musical fue dirigido por AMD. Fue publicado el 15 de noviembre, con la lista de canciones siendo reagrupada para incluir cinco nuevas canciones y las colaboraciones adicionales de 454, Duke Deuce, Sauce Walka, Key Nyata, Lazer Dim 700 y Bktherula.
Luego de aparecer en Camp Flog Gnaw, fue anunciado una gira global como promoción del álbum, pasando por Norteamérica, Europa, Australia y Nueva Zelanda. La gira comprende un período entre febrero a julio de 2025, con Kenny Mason, 454 y Clip actuando como teloneros.
| King of the Mischievous South – reedición |                                                      |                                                                                    |          |  |
| N.º                                       | Título                                               | Productor(es)                                                                      | Duración |  |
| 1.                                        | «KOTMS II Intro» (con Kingpin Skinny Pimp)           | Montag Da Leadah · Mickey de Grand IV                                              | 0:31     |  |
| 2.                                        | «Ultra Shxt» (con Key Nyata)                         | Montag Da Leadah · Mickey de Grand IV · Poshtronaut · Nick Leon · DJ Qeys · Lowkey | 3:16     |  |
| 3.                                        | «Set It» (con Maxo Kream)                            | Darkboy · Oogie Mane                                                               | 2:40     |  |
| 4.                                        | «Hot One» (con TiaCorine y ASAP Ferg)                | FNZ · SkipOnDaBeat · Poshtronaut · Nick Leon · DJ Qeys · Julian Menkin             | 2:45     |  |
| 5.                                        | «Act a Damn Fool» (con Duke Deuce y Slim Guerilla)   | FNZ                                                                                | 3:43     |  |
| 6.                                        | «Black Flag Freestyle» (con That Mexican OT)         | Payday · Kill                                                                      | 3:27     |  |
| 7.                                        | «Headcrack Interlude» (con Kingpin Skinny Pimp)      | Bizness Boi · Derelle Rideout · RicoRunDat · Muddy · Poshtronaut · Nick Leon       | 0:29     |  |
| 8.                                        | «G'z Up» (con 2 Chainz y Mike Dimes)                 | Bizness Boi · Derelle Rideout · RicoRunDat · Muddy                                 | 3:33     |  |
| 9.                                        | «Lunatic Interlude» (con Kingpin Skinny Pimp)        | Nick Leon · Julian Menkin · Poshstronaut                                           | 0:39     |  |
| 10.                                       | «Sked» (con Kenny Mason y Project Pat)               | Charlie Heat                                                                       | 3:42     |  |
| 11.                                       | «Got Me Geeked»                                      | Powers Pleasant · Ben10k                                                           | 2:32     |  |
| 12.                                       | «Cole Pimp» (con Ty Dolla Sign y Juicy J)            | Hollywood Cole · Elijah Fox                                                        | 3:38     |  |
| 13.                                       | «P.O.P» (con Key Nyata y Sauce Walka)                | Madworld · Mickey de Grand IV                                                      | 4:02     |  |
| 14.                                       | «Anotha Late Night» (con 454)                        | 454 · Mickey de Grand IV                                                           | 2:56     |  |
| 15.                                       | «Wishlist» (con Armani White)                        | Madd World                                                                         | 3:06     |  |
| 16.                                       | «Hit the Floor» (con Ski Mask the Slump God)         | Oogie Mane · ilykimchi · 1xydra                                                    | 3:26     |  |
| 17.                                       | «Still in the Paint» (con Bktherula y Lazer Dim 700) | Charlie Heat · Mickey de Grand IV                                                  | 3:53     |  |
| 18.                                       | «Hoodlumz» (con PlayThatBoiZay y ASAP Rocky)         | Kwes Darko                                                                         | 2:09     |  |
| 19.                                       | «KOTMS II Outro» (con Kingpin Skinny Pimp)           | Denzel Curry                                                                       | 0:31     |  |
| 51:10                                     |                                                      |                                                                                    |          |  |

Notas1. 

- Todas las canciones están estilizadas en mayúsculas.
- Para la reedición, «Choose Wisely Interlude» no fue incluido en la lista de canciones.

Créditos de samples
- «Ultra Shxt» contiene un sample de «On That Devil Shit» (1994), interpretado por 2 Low Key.
- «Hot One» contiene samples de «Fear No Evil» (1994) por Gimisum Family y «Mafia Niggaz» (2000) por Three 6 Mafia.
- «Black Flag Freestyle» contiene samples de «It's Yours» (1984) por T La Rock & DJ Jazzy Jay, y de «Peanut Butter» (2001) por La Chat.
- «Lunatic Interlude» contiene un sample de «Psychopathic Lunatic» (1994) por DJ Paul & Juicy J con Kingpin Skinny Pimp.
- «Sked» contiene un sample de «Victim of This Shit» (1994) por Gangsta Blac, y una interpolación lírica de «Mystical Virus Pt. 2» (2012) por Denzel Curry.
- «Cole Pimp» contiene un sample de «Midnight and You» (1974) por Love Unlimited Orchestra, y una interpolación lírica de «Int'l Players Anthem (I Choose You)» (2007) por UGK con Outkast.
- «P.O.P.» contiene un sample de «Whatever It Takes» (1990) por Anita Baker.
- «Anotha Late Nite» contiene un sample de «Gettin' Real Buck (Mix)» (1995) por DJ Paul & Juicy J.
- «Wishlist» contiene un sample de «Love Me Back» (1975) por Willie Hutch.
- «Still in the Paint» contiene un sample de «Hard in Da Paint» (2010) por Waka Flocka Flame.
- «Hoodlumz» contiene un sample de «Niggas From the Hood Ain't Changed» (1993) por Juicy J con Kingpin Skinny Pimp.

## Créditos y personal
- Denzel Curry – Composición, producción, voz principal.
- Ruairi O'Flaherty – Masterización.
- Nate Burgess – Ingeniería, mezcla
- Kingpin Skinny Pimp – voz (1, 6, 8, 10, 15).
- Key Nyata – voz invitado (2).
- Maxo Kream – voz invitado (3).
- TiaCorine – voz invitada (4).
- ASAP Ferg – voz invitado (4).
- That Mexican OT – voz invitado (5).
- 2 Chainz – voz invitado (7).
- Mike Dimes – voz invitado (7).
- Kenny Mason – voz invitado (9).
- Project Pat – voz invitado (9).
- Ty Dolla Sign – voz invitado (11).
- Juicy J – voz invitado (11).
- Armani White – voz invitado (12).
- Ski Mask the Slump God – voz invitado (13).
- PlayThatBoiZay – voz invitado (14).
- ASAP Rocky – voz invitado (14).

## Posicionamiento en listas
| Listas (2024)                           | Mejor posición |
| --------------------------------------- | -------------- |
| Australia (ARIA Hip Hop/R&B Albums)     | 19             |
| Bélgica (Ultratop Flandes)              | 162            |
| Estados Unidos (Billboard 200)          | 81             |
| Estados Unidos (Independent Albums)     | 14             |
| Estados Unidos (Top R&B/Hip-Hop Albums) | 26             |
| Nueva Zelanda (RIANZ)                   | 31             |
| Portugal (AFP)                          | 145            |
| Reino Unido (UK Album Downloads)        | 79             |
| Reino Unido (UK Hip Hop and R&B Albums) | 2              |